# Francisco Bazán
Francisco de Paula Bazán Landi (Lima, 10 de outubro de 1980) é um ex-futebolista profissional peruano que atuava como goleiro. Atualmente é ator e apresentador da TV peruana.

## Carreira
Francisco Bazán fez parte do elenco da Seleção Peruana de Futebol da Copa América de 2001.[carece de fontes?]